# Marcus Banks
Marcus Banks   (Las Vegas, 19 de novembre de 1981) Arthur Lemarcus Banks III és un exjugador estatunidenc de bàsquet. Va jugar a sis equips de l'NBA i al Panathinaikos BC. Amb 1,88 metres d'alçària, jugava en la posició de base.